# Agentivité
Pour les articles homonymes, voir Agency.
Le terme agentivité, emprunté à l’anglais agency et formé sur la racine latine agere (« agir »), désigne la propriété d’un individu ou d’un groupe d’être la source d’actions ayant des effets sur le monde. Il renvoie à un concept transversal, mobilisé aussi bien en psychologie, en phénoménologie qu’en sciences sociales et en philosophie de l’action.

## Définition
L’agentivité ne se réduit ni à la simple capacité d’agir ni à la seule expérience subjective de l’action : elle suppose l’articulation de trois dimensions indissociables :
- une dimension subjective : le sentiment d’être l’auteur de ses actes, c’est-à-dire la perception de soi comme origine intentionnelle d’une action (agentivité vécue) ;
- une dimension objective : la capacité effective à produire un changement, à déclencher ou à orienter une transformation dans l’environnement (agentivité opératoire) ;
- un ancrage relationnel : toute action s’inscrit dans un contexte physique, social ou symbolique qui la rend possible, la façonne ou la contraint (agentivité située)[1].

L’agentivité n’est pas un simple pouvoir d’action, car elle suppose aussi une reconnaissance interne (« je me sens acteur ») et externe (« mon action produit des effets »). Elle n’est pas nécessairement consciente : certaines formes d’agentivité peuvent être préréflexives, notamment dans les habitudes ou les automatismes incorporés. Elle n’implique pas en soi de légitimité morale : un tyran ou un criminel agit de manière agentive, même si ses actes sont condamnables.
Ce concept est mobilisé dans plusieurs champs théoriques. En psychologie, l’agentivité désigne le sentiment d’être à l’origine de son action, distinct du seul sentiment de maîtrise subjective (croyance en sa capacité à réussir). En sociologie, elle renvoie à la capacité d’agir dans un cadre social contraint, en interaction avec des normes, des institutions et des rapports de pouvoir. En philosophie, elle s’articule aux débats sur le libre arbitre, la responsabilité et les conditions de possibilité de l’agir.
Cette définition tripolaire transcende les oppositions stériles entre disciplines (psychologie contre sociologie, subjectif contre structurel). Elle rend compte du fait que l’agentivité est à la fois vécue, conditionnée et exercée. Elle permet d’aborder des cas contemporains ou limites, tels que les formes d’agentivité préréflexive (habitus, incorporation), l’agentivité collective (mouvements sociaux, intelligences distribuées) ou encore la question philosophique ou éthique de l’agentivité dans les systèmes automatisés (par exemple : « un algorithme peut-il être dit agentif ? »).

## Terminologie

### Difficulté de traduction
La traduction du concept d’agency en français fait l’objet de débats persistants, car il s’inscrit dans ce que la sociologue Monique Haicault appelle un « univers sémantique en construction ». Le terme anglais combine en effet plusieurs idées : capacité d’action, pouvoir d’initiative et potentiel de transformation, sans qu’aucun équivalent français ne restitue à lui seul cette polysémie.
Dans les traductions françaises des œuvres de Judith Butler, les traductrices ont évité le recours au néologisme agentivité pour traduire le mot anglais agency, lui préférant des formulations plus idiomatiques comme capacité d’agir ou puissance d’agir. Ce choix reflète une volonté de rendre le concept intelligible en français sans introduire de terminologie instable ou controversée.

Ainsi, dans Trouble dans le genre (Gender Trouble, 1990), Cynthia Kraus traduit l’affirmation suivante :
« The question of agency is not to be answered through recourse to an 'I' that preexists signification. Agency is to be found in the possibilities of resignification opened up by discourse. » (Gender Trouble, p. 143.)
par :
« La question de la capacité d’agir ne saurait trouver de réponse en recourant à un “je” qui précéderait la signification. La capacité d’agir réside dans les possibilités de resignification qu’ouvre le discours. » (Trouble dans le genre, La Découverte, 2005, p. 221)
De même, dans Le Pouvoir des mots (Excitable Speech, 1997), la traductrice Charlotte Nordmann écrit :
« La puissance d’agir émerge précisément des conditions de contrainte où se constitue le sujet. » (Le Pouvoir des mots, Amsterdam, 2004, p. 45.)
Aucune de ces traductions ne fait usage du terme agentivité, ce qui témoigne de son absence dans le lexique courant des études de genre en français, du moins jusqu’aux années 2010. Toutefois, le néologisme agentivité s’est progressivement imposé dans certains milieux de recherche, notamment au Canada francophone, où il est courant en sciences sociales, en éducation et en anthropologie critique.
En France, son usage reste plus marginal, mais se diffuse dans des travaux interdisciplinaires mêlant sociologie, linguistique et philosophie de l’action.

### Critique du termeagentivité
Le mot agentivité peut renvoyer à des significations différentes selon les disciplines. En psychologie cognitive, il désigne le ressenti subjectif d’être l’auteur de ses propres actions (agentivité subjective). En sciences sociales, il renvoie plus largement à la capacité effective d’agir sur le monde, de résister aux contraintes ou de provoquer un changement (agentivité objective). Cette dualité peut engendrer des ambiguïtés terminologiques, notamment dans les débats sur la traduction du mot anglais agency.
La traduction d’agency par agentivité demeure en effet controversée. Comme le souligne Annie Jézégou, chercheuse en sciences de l’éducation, dans le Dictionnaire des concepts de la professionnalisation (2022), cette adaptation introduit une ambiguïté conceptuelle persistante. Le mot agent, en français, revêt des significations diverses selon les courants sociologiques. Dans la sociologie de la domination, il désigne souvent un individu soumis à des structures de pouvoir ; dans la sociologie des organisations, un acteur rationnel, agissant selon des objectifs ; dans la sociologie clinique, une personne engagée dans un processus de transformation de soi. Cette polysémie peut entraîner des malentendus sur la nature même de l’agency, entendue ici comme pouvoir d’initiative ou capacité d’action transformatrice, autrement dit agentivité objective.
Jézégou estime en outre que agentivité constitue un anglicisme maladroit — un calque qui ne tient pas compte des connotations spécifiques du mot agent en français. Celui-ci évoque fréquemment un exécutant, un intermédiaire, voire un subordonné, perçu comme dépourvu d’autonomie. Cette connotation passive entre donc en tension avec l’idée d’agency, qui renvoie à l’affirmation de soi dans un contexte contraignant, voire à une résistance active aux logiques d’assignation.
D’autres termes ont été proposés pour éviter cette confusion. Le mot actance, déjà utilisé en linguistique structurale (notamment chez Lucien Tesnière et Algirdas Julien Greimas), est parfois préféré à agentivité pour désigner la capacité d’un sujet à jouer un rôle actif dans un énoncé ou un récit. En sociologie de l’action, actance a été redéfini comme la capacité d’un sujet à engager une transformation et à assumer la responsabilité de ses actes. Cependant, malgré sa pertinence conceptuelle, le terme actance demeure peu diffusé en dehors de ses disciplines d’origine, telles que la linguistique ou la sémiotique. Dans les sciences sociales, on continue de recourir, selon les contextes, à des expressions comme agentivité, capacité d’agir, puissance d’agir ou encore subjectivation.
En dépit des critiques, le terme agentivité tend à se stabiliser dans l’usage francophone, sous réserve d’une clarification conceptuelle : distinguer explicitement son acception subjective (en psychologie : attribution à soi de l’action) de son acception objective (en sciences sociales : capacité d’agir dans un contexte donné). Cette distinction prévient les glissements entre ressenti d’agir et pouvoir d’agir, deux réalités qui se pensent conjointement, mais qui ne se confondent pas.

### Agencyet ses traductions en français
| Discipline / Domaine                     | Traduction utilisée                                   | Définition ou nuance principale | Exemple / Référence |
| ---------------------------------------- | ----------------------------------------------------- | --- | --- |
| Psychologie cognitive / neurosciences    | agentivité (subjective)                               | Perception d’être l’auteur de ses propres actions | Pacherie (2017), Neurosciences cognitives et agentivité : « conscience subjective d’être la source volontaire de l’action »                                                            |
| Psychologie sociale / éducation          | agentivité (opératoire)                               | Pouvoir d’amorcer des actions dans une visée régulatrice | Bandura cité par Jézégou (2014) : agentivité renvoie à pouvoir amorcer des actions intentionnelles                                                                                     |
| Sciences de l’éducation                  | capacité d’agir, pouvoir d’agir                       | Aptitude à mobiliser ressources et compétences | Fernagu-Oudet (2012) : environnement favorisant le pouvoir d’agir |
| Sciences du langage / linguistique       | agentivité (grammaticale)                             | Faculté d’un mot ou d’un groupe d’exprimer un agent dans un procès verbal | Grand Dictionnaire terminologique (Québec), Vitrine linguistique |
| Sciences sociales (genre, anthropologie) | capacité d'agir, puissance d'agir, possibilité d'agir | Initiative sociale dans des rapports de pouvoir et des déterminismes culturels | Traductions française des textes de Butler |
| Sémiotique / linguistique                | actance                                               | Capacité d’un sujet à engager une transformation, d’abord en linguistique ; faits relatifs aux relations grammaticales qui s'établissent entre le prédicat verbal et les termes nominaux qui en dépendent | Jean-Marie Barbier et Olivier Galatanu, Les Savoirs d’action. Une mise en mot des compétences, PUF, 2004 ; Gilbert Lazard, L'Actance, Paris, P.U.F., coll. Linguistique nouvelle, 1994 |

## Disciplines utilisant le concept

### Sciences de l'éducation
Dans les sciences de l’éducation, l’analyse du travail, telle que conçue par la didactique professionnelle, joue un rôle clé dans la construction de l’autoefficacité et de l’agentivité,. Ces travaux mettent en avant le rôle de l’expérience et de la réflexivité dans le développement de la capacité à agir.

### Sociologie
En sociologie, l’agentivité est la capacité d’agir, par opposition à ce qu’imposent les structures sociales. Un numéro de la revue universitaire Rives méditerranéennes de 2012 a été consacré à étudier ses usages en études de genre.
L'agentivité a été opposée à l'usage de l'habitus chez Pierre Bourdieu par certains de ses commentateurs. Ces derniers estiment que l'agentivité est moins déterministe que l'habitus, en laissant une place à la capacité d'agir des individus. Pour la sociologue bourdieusienne Gisèle Sapiro, la notion d'habitus est au contraire plus précise « car elle permet de cerner les formes (plus ou moins conscientes) de l'agency, ses variations selon les groupes et les individus, en fonction de leur dispositions et des positions inégales qu'ils occupent dans l'espace social, ainsi que les limites auxquelles cette capacité se heurte (intérieures comme extérieures). »

### Histoire
La notion d’agentivité est utilisée en histoire pour mettre en avant le rôle des acteurs jusque-là considérés comme périphériques dans les conflits, par exemple. Elle tente de donner une voix à ceux qui ont été marginalisés dans les récits historiques traditionnels.

### Philosophie morale
En philosophie morale, l’agentivité est un concept distinct, une sorte de prérequis à toute considération éthique. Elle précède toute réflexion morale, car si un être est incapable d’action, aucune question morale ne s’applique à lui. Néanmoins, on peut avoir la capacité d’agir sans posséder de sens moral, sans faculté d’évaluer ou de décider ce qui est bon ou mieux.

### Psychologie
En psychologie cognitive et en neurosciences, l’agentivité désigne le sentiment d’être l’auteur de ses propres actions. Elle correspond à la perception de soi comme source de l’initiative, comme acteur du monde — et non comme simple spectateur des événements. Ce sentiment peut être conscient ou non, et intentionnel ou non. Un individu peut ainsi agir sans avoir formulé explicitement d’intention, tout en ressentant que l’action émane bien de lui. Inversement, certaines personnes accomplissent des gestes qu’elles n’attribuent pas à elles-mêmes (comme dans certaines pathologies du délire ou de la dissociation). L’agentivité se distingue du sentiment de maîtrise subjective, qui correspond à la conviction d’avoir une prise sur les événements, ou la capacité d’agir efficacement dans une situation donnée. Alors que l’agentivité répond à la question : « Est-ce moi qui ai agi ? », la maîtrise subjective pose celle-ci : « Est-ce que je peux y arriver ? »
Le psychologue Albert Bandura a mis en évidence le rôle central du sentiment d’autoefficacité, c’est-à-dire la croyance en sa propre capacité à accomplir une tâche ou à atteindre un objectif. Cette croyance constitue un facteur déterminant de la maîtrise subjective, et contribue indirectement à renforcer l’agentivité, dans la mesure où se savoir capable d’agir facilite l’appropriation de ses choix et de ses actes. Dans le champ de la santé, notamment dans le cadre de l’éducation thérapeutique du patient, il est essentiel de renforcer le sentiment d’autoefficacité. Un patient qui se sait capable de suivre un traitement, de gérer ses symptômes ou d’adapter son mode de vie développe une meilleure autorégulation et reste acteur de sa santé, même dans la maladie.
Par ailleurs, l’agentivité constitue l’une des deux grandes dimensions du modèle du circomplexe interpersonnel, une représentation des traits de personnalité dans les situations sociales. Ce modèle oppose d’une part, l’agentivité, associée à l’affirmation de soi, à la prise d’initiative et à la dominance sociale, d’autre part, la communion, liée à la coopération, à la proximité affective et à l’harmonie relationnelle. Ces deux dimensions ne s’excluent pas : elles dessinent plutôt un spectre d’attitudes, où chacun peut se situer selon les contextes et les relations.

### Radio
- « “Un jour sans fin” depuis 30 ans : pourquoi avons-nous l’impression de toujours revivre la même journée ? », France Culture, Géraldine Mosna-Savoye, Sans oser le demander, avec Lionel Naccache, le 13 mars 2023 Nombreuses références au concept d'agentivité.